# Kablaki FC
Der Kablaki FC, kurz DIT FC, ist ein osttimoresischer Sportverein. Er ist in Same ansässig.

## Name
Der Sportverein ist nach dem Bergzug Cabalaki in Manufahi benannt, in dessen Umgebung es 1982 zum Cabalaki-Aufstand (Levantamento de Cabalaki) gegen die indonesische Besatzung kam.

## Struktur
Es gibt fünf Disziplinen: Fußball, Basketball, Volleyball, Motocross und Off Road.

## Geschichte
2015 fand die Qualifikationsrunde für die neugegründete Liga Futebol Amadora statt. Die Fußballmannschaft des Kablaki FC landete in der Gruppe C auf dem dritten Platz und musste daher in der Saison 2016 in die Segunda Divisão. Hier erreichte man in der Gruppe B den fünften Platz von sieben Mannschaften, weswegen man auch in der Saison 2017 in der zweiten Liga spielte. Hier erreichte man Platz 4 der Gruppe A und in der Saison 2018 Platz 11 von 12 der gemeinsamen Gruppe.
Beim Landespokal Taça 12 de Novembro 2016 erreichte man nach einem 1:1 in der ersten Runde gegen Santa Cruz durch Elfmeterschießen mit 5:4 die zweite Runde. Dort schied man im Pokal gegen den DIT FC mit 10:1 aus. Auch 2017 und 2018 scheiterte man in der ersten Runde.